# 1616 Filipoff
1616 Filipoff este un asteroid din centura principală, descoperit pe 15 martie 1950, de Louis Boyer.